# Sven Decaesstecker
Sven Decaesstecker (Torhout, 31 mei 1985) is een Belgisch zwemmer.
Bij het zwemmen komt hij uit in de klasse S10, dat is de klasse voor zwemmers met een motorische handicap.
Decaesstecker begon al op 3-jarige leeftijd met zwemmen. Op 11-jarige leeftijd verloor Decaesstecker zijn onderbeen nadat er in zijn hiel een tumor was ontdekt. Na de amputatie is hij weer begonnen met zwemmen. Zowel in 2004, 2008, 2012 als in 2016 deed hij mee aan de Paralympische Zomerspelen. In augustus 2010 zwom Decaesstecker tijdens de wereldkampioenschappen in Eindhoven een nieuw Europees record van 2:15.39 op de 200 meter wisselslag. Op 19 december 2010 won Decaesstecker tijdens het Sportgala de eerste trofee voor Paralympiër van het jaar. In juli 2011 nam hij deel aan de Europese kampioenschappen in Berlijn. Hij verlengde daar zijn Europese titel op de 200 meter wisselslag in een tijd van 2'15"48. Hij werd in januari 2017 Ereburger van de gemeente Kortemark.